# Woda różana

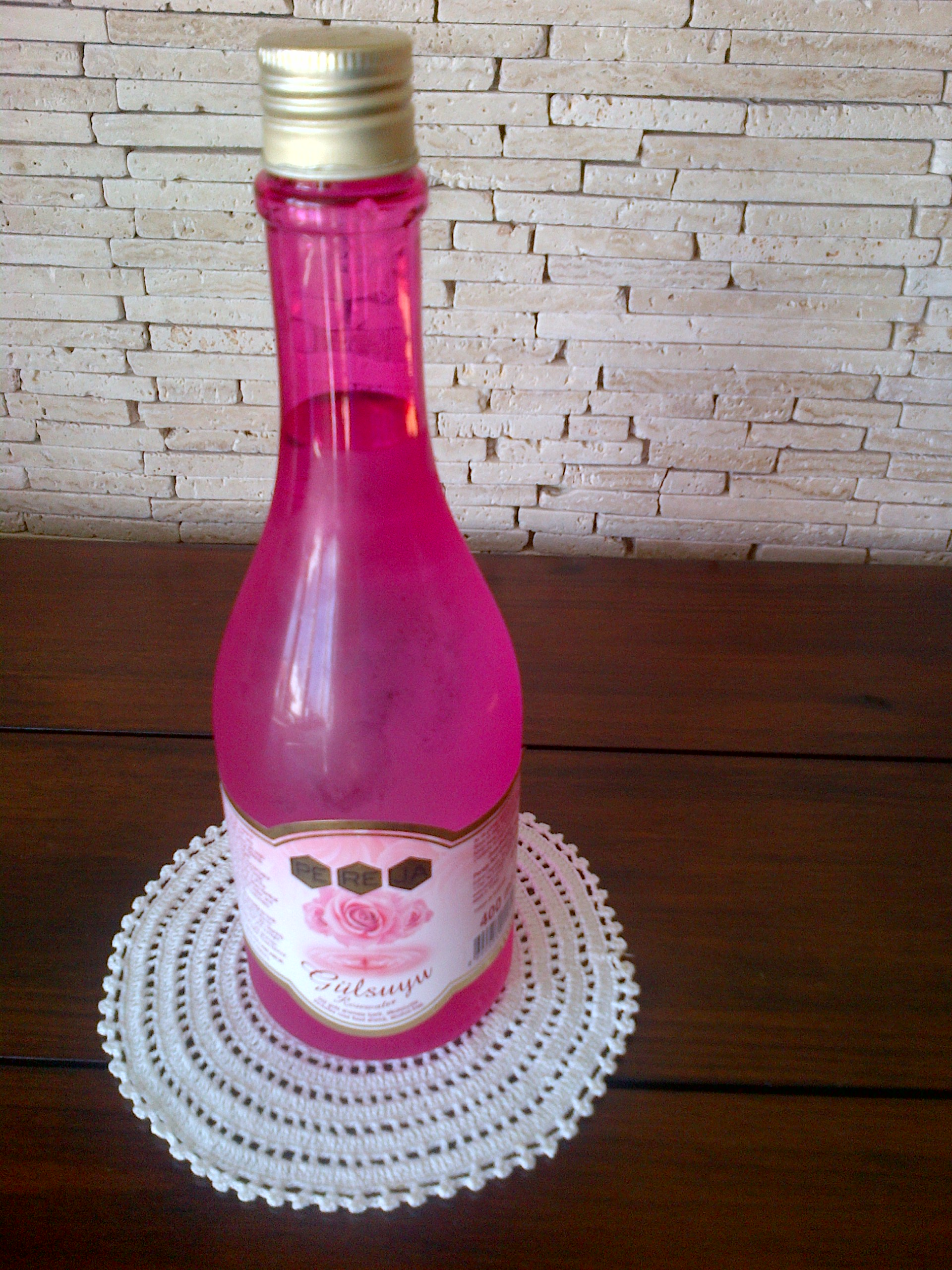
Woda różana

Woda różana – produkt uboczny w produkcji olejku różanego. Pierwotnie wytwarzana w krajach arabskich, obecnie jest rozpowszechniona niemal na całym świecie. Działa tonizująco na skórę. W starożytnym Rzymie woda różana była używana do kąpieli. Używana jest również w produkcji kosmetyków i perfum. Bywa stosowana w ceremoniach religijnych (islam, hinduizm).
Woda różana jest popularna w kuchni azjatyckiej od VIII wieku n.e. i stosowana do sporządzania napojów, gotowania mięsa i wyrobu słodyczy (np. lassi).